# USS Nantucket (1862)
USS Nantucket amerykański okręt – jednowieżowy monitor typu Passaic. Brał udział w walkach wojny secesyjnej.
Zwodowano go 6 grudnia 1862 w stoczni Atlantic Iron Works w Bostonie. Wszedł do służby 26 lutego 1863, pierwszym dowódcą został komandor porucznik Donald McNeil Fairfax.
Przydzielony do South Atlantic Blockading Squadron „Nantucket” uczestniczył w ataku na konfederackie forty w Charleston 7 kwietnia 1863. Trafiony 51 razy w czasie dzielnego ale nie zakończonego powodzeniem ataku na ważny port Konfederacji monitor został wyremontowany w Port Royal. Wrócił do Charleston by wspierać operacje Armii na Morris Island, atakując Fort Wagner 16, 17, 18 i 23 lipca. 15 września przechwycił i zajął brytyjski parowiec „Jupiter”. Ponownie walczył z fortami portu Charleston 14 maja 1864. Następnie pełnił zadania blokadowe do końca wojny secesyjnej.
Wycofany ze służby 24 czerwca 1865 w Philadelphia Naval Shipyard pozostawał tam przez następną dekadę. Przemianowany na „Medusa” 15 czerwca 1869, następnie wrócił do nazwy „Nantucket” 10 sierpnia 1869. Przeniesiony do Portsmouth Navy Yard w 1875. Dwa razy na krótki czas wracał do służby – pierwszy raz pomiędzy 29 lipca a 12 grudnia 1882, drugi raz pomiędzy 16 czerwca a 6 października 1884 i operował wzdłuż północnej części wschodniego wybrzeża USA. Pozostawał w rezerwie w Nowym Jorku do momentu przekazania North Carolina Naval Militia w 1895. W czasie wojny amerykańsko-hiszpańskiej „Nantucket” stacjonował w Port Royal w Południowej Karolinie.
Sprzedany firmie Thomas Buller & Company z Bostonu 14 listopada 1900.